# Sammakkojärvi (Gällivare socken, Lappland, 748854-174707)
Sammakkojärvi är en sjö i Gällivare kommun i Lappland och ingår i Kalixälvens huvudavrinningsområde.